# Krigsåret 1910

## Pågående krig
- Filippinsk-amerikanska kriget (1898-1913)

- Mexikanska revolutionen (1910-1917)

- Rifkriget (1909-1910)

- Wadaikriget (1909-1911)

## Händelser

### Februari
- 23 - Kinesiska trupper rycker in i Lhasa, Dalai lama flyr.[1] Se Tibets historia.

### Oktober
- 4 - Revolution utbryter i Portugal.[1]